# Ignacio Fragoso
Ignacio Fragoso Galindo (ur. 6 lutego 1968 w Meksyku) – meksykański lekkoatleta, długodystansowiec, medalista igrzysk panamerykańskich i olimpijczyk.
Odnosił sukcesy już jako junior. Zdobył złote medale w biegu na 1500 metrów i w biegu na 5000 metrów na mistrzostwach Ameryki Środkowej i Karaibów juniorów w 1986 w Meksyku. Zdobył srebrny medal w biegu na 5000 metrów na mistrzostwach panamerykańskich juniorów w 1986 w Winter Park. Odpadł w eliminacjach tej konkurencji na mistrzostwach świata juniorów w 1986 w Atenach.
Zdobył srebrny medal w biegu na 5000 metrów na mistrzostwach Ameryki Środkowej i Karaibów w 1989 w San Juan. Zajął 8. miejsce w tej konkurencji w zawodach pucharu świata w 1989 w Barcelonie.
Na igrzyskach panamerykańskich w 1991 w Hawanie zdobył srebrny medal w biegu na 5000 metrów, przegrywając jedynie ze swym rodakiem Arturo Barriosem, a wyprzedzając Argentyńczyka Antonio Silio, a także zajął 6. miejsce w biegu na 1500 metrów. Odpadł w eliminacjach tej konkurencji na igrzyskach olimpijskich w 1992 w Barcelonie.
Rekord życiowy Fragoso w biegu na 5000 metrów wynosi 13:22,11 (ustanowiony 17 kwietnia 1992.